# Neoliodes concentricus
Neoliodes concentricus är en kvalsterart som först beskrevs av Thomas Say 1821.  Neoliodes concentricus ingår i släktet Neoliodes och familjen Neoliodidae. Inga underarter finns listade i Catalogue of Life.